# Jorge Fornés
Jordi Fornés, conegut artísticament com a Jorge Fornés   (Vilanova i la Geltrú, 1974) és un dibuixant de còmic català.
Artista autodidacta, aprofitava les nits i les estones de descans al taller de cotxes on treballava per perfeccionar la tècnica. El 2014 la seva vida canvia quan des del Saló del Còmic de Barcelona entra en contacte amb diversos editors estatunidencs i francesos. Poques setmanes després va rebre una oferta per dibuixar Batman a DC i poc després fou la companyia Marvel qui el va trucar.
Des d'aquell moment ha dibuixat Lobezno, la sèrie X-Men, diversos números de Batman de l'etapa del guionista Tom King, la minisèrie Heroes in Crisis, Daredevil per a Marvel o Hot Lunch Special per a AfterShock Comics. El 2020 tornà a col·laborar amb Tom King a Rorschach, obra que ha estat aclamada per la crítica, on aprofundeix en l'univers Watchmen. El 2022 fou nominat als premis Eisner en la categoria a millor història curta per Tap, tap, tap.